# Nikolai Jablokow
Nikolai Jablokow (russisch Николай Яблоков) ist ein ehemaliger sowjetischer Skispringer.

## Werdegang
Jablokow startete bei der Vierschanzentournee 1967/68 zu seinem ersten und einzigen internationalen Turnier. Nachdem er das Springen auf der Schattenbergschanze in Oberstdorf nicht bestritten hatte, erreichte er auf der Großen Olympiaschanze in Garmisch-Partenkirchen den 34. Platz. Bei den Springen auf der Bergiselschanze in Innsbruck landete er auf Platz 15 und erreichte damit sein bestes Einzelresultat. Beim letzten Springen auf der Paul-Außerleitner-Schanze in Bischofshofen landete Jablokow auf Platz 54, bevor er mit 695,0 Punkten den 68. Platz in der Tournee-Gesamtwertung erreichte.

## Erfolge

### Vierschanzentournee-Platzierungen
| Saison  | Platz | Punkte |
| ------- | ----- | ------ |
| 1967/68 | 38.   | 695,0  |